# 金堤金山寺大寂光殿
金堤金山寺大寂光殿（韓語：김제 금산사 대적광전）位於全罗北道金堤市金山寺，1968年12月19日被定為大韓民國編號第四佰柒拾陸號寶物。1986年12月6日因火災而燒毀；而1987年 1月1日自寶物編號中除名。目前的建築為1990年進行修復的。

## 概要
殿堂為寺院舉行受戒、說戒、說法等重要儀式的場所。大寂光殿本來對應大光明殿。大雄大光明殿供奉了毘盧遮那佛、圓滿報身盧舍那佛與千百億化身釋迦牟尼佛等三尊佛。1597年丁酉再亂時，寺內的所有大殿均被燒毀，13年後 (1635年)提出重建大雄大光明殿、極樂殿與藥師殿，並供奉了五、六尊菩薩於大大寂光殿。1986年 因火災燒毀, 因而被解除第476號寶物，1990年重建而恢復了原來的面貌。

## 外部連結
- •金堤金山寺大寂光殿 （页面存档备份，存于） – 國家文化遺產 文化遺產廳